# Ozarba hemiochra
Ozarba hemiochra là một loài bướm đêm trong họ Noctuidae.